# Liste des familles nobles de Finlande
Cet article donne une liste des familles nobles de Finlande.  
Les familles appartenant officiellement à la noblesse de Finlande font partie de la maison de la noblesse de Finlande. 
Il y a 357 familles nobles, dont 148 existent encore dont quatre avec le titre de comte et 25 avec celui de baron. 
Les autres 199 familles sont des nobles sans titre.

## Familles
Les noms des familles nobles de Finlande suivis de leur numéro dans le registre de la  Maison de la noblesse de Finlande sont :

### Princes
- Menchikoff

### Comtes
- Aminoff (n° 5)
- Armfeldt (n° 4)
- Berg (n° 11)
- Creutz (n° 1)
- Cronhjelm af Hakunge (n° 2)
- de Geer Till Tervik (n° 3)
- Koucheleff Besborodko (n° 10)
- Mannerheim (n° 8)
- Stewen-Steinheil (n° 7)
- van Suchtelen (n° 6)
- Zakrewsky (n° 9)

### Barons
- von Alfthan (n° 57)
- Aminoff (n° 25)
- Armfeldt (n° 13)
- Bergenheim (n° 54)
- Boije af Gennäs (n° 20)
- von Bonsdorff (n° 49)
- von Born  (n° 47)
- Bruun (n° 56)
- Carpelan (n° 19)
- Cedercreutz (n° 6)
- Cederström  (n° 12)
- Cronstedt (n° 50)
- de la Chapelle (n° 39)

- Fleming af Liebelitz (n° 1)
- af Forselles (n° 53)
- Freedricksz  (n° 36)
- von Friesendorff (n° 11)
- Gripenberg  (n° 48)
- Gyldenstolpe (n° 31)
- von Haartman (n° 35)
- von Hauff (n° 42)
- von Hellens  (n° 61)
- Hisinger-Jägerskiöld (n° 29)
- Hjerta (n° 15)
- Hjärne (n° 34)

- Indrenius-Zalewski (n° 51)
- af Klercker (n° 22)
- Klinckowström  (n° 17)
- von Knorring (n° 9)
- von Kothen (n° 16)
- Langenskiöld (n° 45)
- Langhoff (n° 63)
- Linder af Svartå (n° 44)
- Lybecker (n° 5)
- Mannerheim (n° 18)
- Mellin (n° 4)
- Molander  (n° 58)
- Munck  (n° 21)

- Nicolaij  (n° 30)
- von Nolcken (n° 14)
- Palmén (n° 55)
- Ramsay (n° 40)
- Rehbinder  (n° 3)
- Rokassowskij (n° 37)
- Rosenkampff  (n° 27)
- Rotkirch (n° 32)
- Sackleen (n° 41)
- af Schultén (n° 43)
- Silfverhjelm (n° 7)
- Stackelberg (n° 10)
- Standertskjöld (n° 52)

- Standertskjöld-Nordenstam (n° 46)
- Stjerncrantz (n° 8)
- Stjernvall  (n° 59)
- van Suchtelen (n° 28)
- Tandefelt (n° 26)
- von Troil  (n° 24)
- Walleen (n° 38)
- von Willebrand (n° 23)
- von Willebrand (n° 33)
- von Willebrand (n° 60)
- Wrede af Elimä (n° 2)
- Yrjö-Koskinen (n° 62)